# Karl Frei
Karl Frei (Regensdorf, 8 marzo 1917 – Schlieren, 18 giugno 2011) è stato un ginnasta svizzero.

## Palmarès

### Olimpiadi
- Oro a Londra 1948 negli anelli.
- Argento a Londra 1948 nel Concorso a squadre maschile